# Жан-Фідель Дірамба
Жан-Фідель Дірамба (фр. Jean-Fidèle Diramba, 15 червня 1952 — 5 січня 2022) — колишній футбольний арбітр з Габону. Арбітр ФІФА у 1983—1998 роках.

## Кар'єра
Він відомий тим, що судив на літніх Олімпійських іграх 1988 року в Сеулі, Південна Корея, а також був головним арбітром у фіналі Кубка африканських націй 1990 року в Алжирі між Алжиром та Нігерією. Крім того працював на молодіжному (1987) та юнацькому (1993) чемпіонатах світу.
Жан-Фідель Дірамба був арбітром відбіркового матчу на чемпіонату світу 1994 року у США між Марокко та Замбією. Марокко виграв матч 1:0, завдяки чому обійшов замбійців у групі і кваліфікувався на «мундіаль», втім представники замбійської сторони критикували арбітра через низку рішень у матчі. Будучи з Габону, біля узбережжя якого загинула у квітні 1993 року збірна Замбії, ця ситуація лише посилила напруженість, оскільки габонці нібито перешкоджали просуванню розслідування аварії літака. Наступного дня в Лусаці відбулися акції протесту. ФАЗ (Футбольна асоціація Замбії) подала протест до ФІФА щодо інциденту, де скаржилась і на інші питання, крім суддівства. Цей позов не був підданий уважному контролю.

## Особисте життя
Дірамба — гольфіст-аматор. Він грав на трофеї Ейзенхауера 2008 року.